# کره ریمان
در ریاضیات، کره ریمان که به افتخار برنهارت ریمان نامگذاری شده‌است؛ تنها راه برای نمایش صفحه گسترش‌یافته مختلط است (صفحه مختلط به اضافهٔ یک نقطه در بینهایت) به‌طوری‌که دقیقاً نقطه در بی‌نهایت به مانند یک عدد مختلط دیده می‌شود. کاربرد اصلی آن در رابطه با توابع مختلط گسترش‌یافته است (که می‌توانند در بینهایت تعریف شوند یا به ازای اعداد مختلطی مقدار بی‌نهایت بگیرند). به همین طریق می‌توانند در نقطهٔ بی‌نهایت به مانند هر عدد مختلط دیگر پیوستگی و مشتق پذیری را ملحوظ دارند.
از دید هندسی صفحه که با نقاط، خطوط، و زوایا به استثنای فاصله‌ها سروکار دارد، کره ریمان با اضافه کردن یک نقطه در بی‌نهایت که تمام خطوط را قطع می‌کند ساخته می‌شود که در آن نقطه، خطوط موازی مماس با یکدیگر، و بقیه خطها با همان زاویه‌ای که در نقطهٔ برخورد موجود دارند یکدیگر را قطع می‌کنند. این هندسه به عنوان هندسهٔ کرهٔ دو بعدی شناخته می‌شود که از صفحهٔ گسترش‌یافتهٔ مختلط با استفاده از کنج‌نگاری شکل گرفته‌است. به فرمی که خطها، در صفحهٔ مختلط به دایره‌هایی از میان بینهایت تبدیل می‌شوند. زاویه‌ها در کرهٔ ریمان همان زاویه‌ها در صفحهٔ مختلط هستند (و به همان درستی، زوایا در بی‌نهایت همان زوایا با انتخاب طبیعی بین دو خط می‌باشند.)
از نظر توپولوژیکی کره ریمان فشرده‌سازی تک‌نقطه‌ای از صفحهٔ مختلط است. کره ریمان را می‌توان به راحتی با یک کره دو بعدی هندسی تعریف کرد.
در نگاه کلی نقطهٔ بی‌نهایت نقش یکسانی در قبال تمام نقاط واقع در صفحهٔ مختلط دارد.

## مقدمهٔ هندسی
تعریف می‌کنیم {\displaystyle {\widehat {\mathbb {C} }}=\mathbb {C} \cup \{\infty \}} (برای مثال صفحهٔ مختلط گسترش‌یافته).کرهٔ ریمان بر اساس یک تبدیل از {\displaystyle {\widehat {\mathbb {C} }}} به {\displaystyle {\widehat {\mathbb {C} }}} در فرم است.
{\displaystyle w=f(z)={\frac {1}{z}},}
که
{\displaystyle w,z\in {\widehat {\mathbb {C} }}} and {\displaystyle {\frac {1}{0}}=\infty .}
ما کرهٔ ریمان را به مثابه یک کره در فضای سه بعدی تصور می‌کنیم. مثلاً در {\displaystyle \mathbb {R} ^{3}}.
در ارتباط با تبدیل بالا هر نقطه دو مؤلفهٔ {\displaystyle z} و
{\displaystyle w} است که {\displaystyle f(z)} کره را به خودش تبدیل می‌کند. 

### کنج نگاری

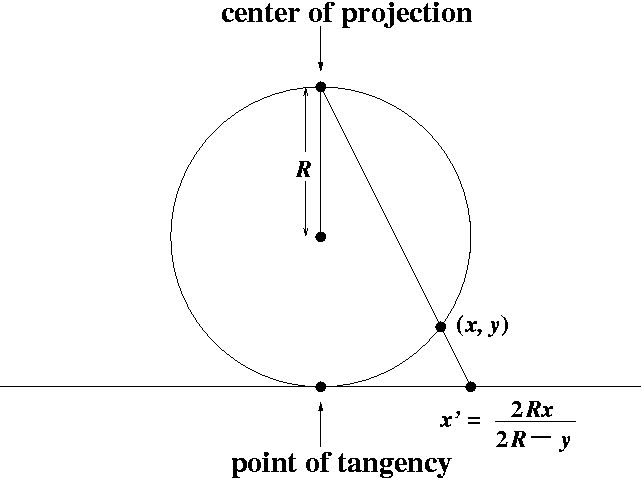
تناظر یک‌به‌یک میان کره (نموده شده بایک دایره)و صفحه مختلط گسترش‌یافته (نموده شده با یک خط).

برای برقراری تناظر یک‌به‌یک میان نقاط روی صفحهٔ مختلط گسترش‌یافته و کره ریمان، ما نخست {\displaystyle z} صفحه را مماس با قطب شمال کره قرار می‌دهیم. و سپس کنج نکاری را از قطب جنوب کره اعمال می‌کنیم.به این طریق که از قطب جنوب خطی که صفحهٔ مختلط و کره را قطع می‌کند را رسم می‌کنیم.که تناظر یک‌به‌یک منحصربه‌فرد مطلوب را ایجاد می‌کند.
برای کامل کردن این تناظر یک‌به‌یک ما پیرو قاعدهٔ بالا قطب جنوب را {\displaystyle z=\infty }. قرار می‌دهیم، با توجه به این که {\displaystyle z=0} قطب شمال است.
تناظر بین صفحهٔ {\displaystyle w} و کرهٔ ریمان از راه دیگری نیز ممکن است. به سادگی "وارون" می‌کنیم و صفحه {\displaystyle w} را مماس به قطب جنوب و به جهت مقابل صفحهٔ {\displaystyle z} قرار می‌دهیم، به گونه‌ای که {\displaystyle w=1,i,-1,-i} وصل می‌شود به {\displaystyle z=1,-i,-1,i} و سپس کنج نگاری را از قطب جنوب انجام می‌دهیم و قطب شمال را {\displaystyle w=\infty } تعریف می‌کنیم.حالا هر نقطه روی کره 
{\displaystyle z}و{\displaystyle w} همپایهٔ خود را در تبدیل بالا دارد.
شکل سمت راست نمایش دو بعدی کنج نگاری را از سمت راست نشان می‌دهد. با وجود این که شباهت به‌هم‌خورده‌ای از نگاشت به {\displaystyle w} است، مخصوص به کرهٔ ریمان نیست.

### نوع دیگر از کنج نگاری
روش دیگر کنج نگاری صفحه‌ها را روی خط استوا قرار می‌دهد. اما تقابل آن‌ها را حفظ می‌کند. لذا صفحه‌ها از نطر هندسی متمایز نیستند.
این روش کره ریمان در توسعه ریاضیات کمتر مورد توجه است. اما به نظر می‌رسد که در فیزیک محبوب است. برای مثال راجر پنروز در پیشبرد نظریهٔ حافظهٔ پیچشی از آن استفاده کرده‌است.

### خصوصیات هندسی مطلب
تبدیلات موبیوس که از {\displaystyle {\widehat {\mathbb {C} }}} به {\displaystyle {\widehat {\mathbb {C} }}} هستند یک خودریختی از کره ریمان هستند
{\displaystyle t=f(z)={\frac {az+b}{cz+d}},}
که{\displaystyle t,z\in {\widehat {\mathbb {C} }}}،
{\displaystyle a,b,c,d\in \mathbb {C} }، و {\displaystyle ad-bc\neq 0}. این‌ها کرهٔ ریمان را به خودش می نگارند و زاویه‌ها و جهت‌ها را حفظ می‌کنند.
این می‌تواند مستقیماً دیده شود، زیرا آن‌ها می‌توانند به صورت ترکیبی از نقشه‌ها در فرم بیان شوند.
{\displaystyle z\rightarrow rz\,}
{\displaystyle z\rightarrow ze^{i\theta }\,}
{\displaystyle z\rightarrow z+z_{0}\,}
{\displaystyle z\rightarrow {\frac {1}{z}}\,}
(که r و {\displaystyle \theta } اعداد حقیقی هستند و {\displaystyle z_{0}} یک عدد مختلط است ) 
این‌ها مرتب هستند.
اتساع‌ها، چرخش‌ها و تبدیل‌های ابتدایی و وارون‌سازی مختلط (یک ترکیب از وارون سازی در دایرهٔ واحد و یک انعکاس روی خط حقیقی ) هر کدام با صفحه مختلط وفق دارند.استفاده از
```
 :

  

    

      

        
z

        
→

        

          

            
1

            
z

          

        

        

      

    

    
{\displaystyle z\rightarrow {\frac {1}{z}}\;}

  

```

به ما اجازه می‌دهد که درستی آن را در بی‌نهایت چک کنیم.

## ساختمان مختلط
ساختمان مَنیفُلد مختلط روی صفحهٔ ریمان به وسیلهٔ یک اطلس با دو نمودار به عنوان جریان مشخص شده‌است.
{\displaystyle f:{\widehat {\mathbb {C} }}\setminus \{\infty \}\to \mathbb {C} ,\ f(z)=z}
{\displaystyle g:{\widehat {\mathbb {C} }}\setminus \{0\}\to \mathbb {C} ,\ g(z)={\frac {1}{z}}{\mbox{ and }}g(\infty )=0.}
این دو نمودار بجز در 0 و ∞ روی هم می افتند. در این روی هم افتادگی تابع‌گذار به صورت z →
1/zداده شده‌است. که به وضوح هُولُومورفیک است. و بدینگونه ساختمان مختلط را تعریف می‌کند.
کره ریمان همان توپولوژی S2 را دارد. که کره به شعاع 1 در فضای اقلیدسی R3 است. یک هُومُومورفیسم بین آن‌ها به وسیلهٔ کنج نگاری مماس به قطب جنوب روی صفحهٔ مختلط داده می‌شود. نقطه‌ها در S2 بصورت (x1,
x2, x3) که {\displaystyle x_{1}^{2}+x_{2}^{2}+x_{3}^{2}=1} هومومورفیسم این است: 
{\displaystyle (x_{1},x_{2},x_{3})\to {\frac {x_{1}-ix_{2}}{1-x_{3}}}.}
این، قطب جنوب را به مرکز صفحهٔ مختلط و قطب شمال را به ∞ نقش می‌کند. 
بر حسب مختصات کروی (θ,
φ)، با :
{\displaystyle (\theta ,\phi )\to e^{-i\phi }\cot {\frac {\theta }{2}}.}
رابطه زیر قطب شمال را به مرکز و قطب جنوب را به ∞ نقش می‌کند. با فرمول زیر :
{\displaystyle (x_{1},x_{2},x_{3})\to {\frac {x_{1}+ix_{2}}{1+x_{3}}}}
یا در مختصات کروی :
{\displaystyle (\theta ,\phi )\to e^{i\phi }\tan {\frac {\theta }{2}}.}

## خط انعکاسی مختلط
کرهٔ ریمان را می‌توان با خط انعکاسی مختلط، CP1 فهمید.صریحاً با رابطه زیر ایزومورفیسم داده می‌شود:
{\displaystyle [z_{1}:z_{2}]\leftrightarrow z_{1}/z_{2}}
که [z1 : z2] مختصات متوافق روی CP1 هستند، با توجه به اینکه صفحهٔ مختلط روی خط انعکاسی به عنوان زیرمجموعه می نشیند.
{\displaystyle \{[z,1]:z\in \mathbb {C} \}}
در حالی که نقطه در بینهایت به وسیلهٔ [1 :
0] در مختصات متوافق داده می‌شود.

## خصوصیات
در رده‌بندی رویه‌های ریمان گروه اتومورفیسم از کرهٔ ریمان همان گروه تبدیلات موبیوس است این‌ها فقط تبدیلات خطوط انعکاسی PGL2 C روی
CP1 هستند. 
کرهٔ ریمان یکی از سه رویهٔ متصل شدهٔ سادهٔ ریمان است. دو تای دیگر صفحهٔ مختلط و صفحهٔ هایپربولیک هستند. این عبارت با قضیهٔ یکنواخت‌سازی شناخته می‌شود و برای رده‌بندی رویه‌های ریمان مهم است.

## همچنین نگاه کنید به
صفحه مختلط